# Alceste
Alceste é, na mitologia grega, uma princesa célebre pelo amor por seu marido. Filha de Pélias, rei de Iolco, sua mãe foi Anaxíbia, filha de Bias ou Filômaca, filha de Anfião.
Seu pai a prometera àquele que fosse até ele num carro puxado por leões e javalis. Admeto, rei de Feras a quem Apolo estava comprometido a servir durante um ano, executa a tarefa com a ajuda do deus e ganha a mão de Alceste. Porém, durante o sacrifício da festa de casamento, Admeto se esquece de Ártemis, e encontra seu quarto cheio de cobras. Apolo sugere que ele tente apaziguar a deusa, e consegue fazer com que as Parcas o poupem, com a condição de que, no momento de sua morte, outro se sacrifique voluntariamente por ele. Admeto não se preocupa muito com essa condição pensando em todos seus servos que lhe deviam favores e que gostavam muito dele e fica muito alegre com a nova esperança. No momento de sua morte, porém, ninguém se habilita, nem seus velhos pais; apenas Alceste oferece-se como substituta. Admeto tinha muito amor à vida, mas não desejava mantê-la a tal custo. Porém a condição das Parcas fora satisfeita e enquanto Admeto ia recuperando as forças, Alceste adoecia. Hércules, que passava por lá ouve o lamento dos servos que não queriam perder uma querida senhora e tão dedicada esposa, espera na porta do quarto de Alceste a chegada da Morte. Quando esta chega Hércules a agarra e obriga-a a desistir de seu intento de roubar a vida de Alceste. Assim ela vai se recuperando e pôde continuar a viver ao lado de seu amado marido.
Seu filho Eumelo levou oito navios para a Guerra de Troia. Uma filha de Admeto (cuja mãe não é mencionada), Perimele, se casou com Magnes, filho de Argos (filho de Frixo) o construtor do navio dos argonautas.

## Árvore genealógica
|  |  | Creteu | Creteu | Creteu | Creteu | Creteu | Creteu |       |       |       |       |        |        | Tiro   | Tiro   | Tiro   | Tiro   | Tiro   | Tiro   |        |        |   |   |  |  |        |        |          |          |          |          | Posidão  | Posidão  | Posidão | Posidão | Posidão | Posidão |                      |                      |                      |                      |                      |                      |  |  |  |  |  |  |
|  |  | Creteu | Creteu | Creteu | Creteu | Creteu | Creteu |       |       |       |       |        |        | Tiro   | Tiro   | Tiro   | Tiro   | Tiro   | Tiro   |        |        |   |   |  |  |        |        |          |          |          |          | Posidão  | Posidão  | Posidão | Posidão | Posidão | Posidão |                      |                      |                      |                      |                      |                      |  |  |  |  |  |  |
|  |  |        |        |        |        |        |        |       |       |       |       |        |        |        |        |        |        |        |        |        |        |   |   |  |  |        |        |          |          |          |          |          |          |         |         |         |         |                      |                      |                      |                      |                      |                      |  |  |  |  |  |  |
|  |  |        |        |        |        | Feres  | Feres  | Feres | Feres | Feres | Feres |        |        |        |        |        |        | ?      | ?      | ?      | ?      | ? | ? |  |  | Pélias | Pélias | Pélias   | Pélias   | Pélias   | Pélias   |          |          |         |         |         |         | Anaxíbia ou Filomaca | Anaxíbia ou Filomaca | Anaxíbia ou Filomaca | Anaxíbia ou Filomaca | Anaxíbia ou Filomaca | Anaxíbia ou Filomaca |  |  |  |  |  |  |
|  |  |        |        |        |        | Feres  | Feres  | Feres | Feres | Feres | Feres |        |        |        |        |        |        | ?      | ?      | ?      | ?      | ? | ? |  |  | Pélias | Pélias | Pélias   | Pélias   | Pélias   | Pélias   |          |          |         |         |         |         | Anaxíbia ou Filomaca | Anaxíbia ou Filomaca | Anaxíbia ou Filomaca | Anaxíbia ou Filomaca | Anaxíbia ou Filomaca | Anaxíbia ou Filomaca |  |  |  |  |  |  |
|  |  |        |        |        |        |        |        |       |       |       |       |        |        |        |        |        |        |        |        |        |        |   |   |  |  |        |        |          |          |          |          |          |          |         |         |         |         |                      |                      |                      |                      |                      |                      |  |  |  |  |  |  |
|  |  |        |        |        |        |        |        |       |       |       |       | Admeto | Admeto | Admeto | Admeto | Admeto | Admeto |        |        |        |        |   |   |  |  |        |        |          |          |          |          | Alceste  | Alceste  | Alceste | Alceste | Alceste | Alceste |                      |                      |                      |                      |                      |                      |  |  |  |  |  |  |
|  |  |        |        |        |        |        |        |       |       |       |       | Admeto | Admeto | Admeto | Admeto | Admeto | Admeto |        |        |        |        |   |   |  |  |        |        |          |          |          |          | Alceste  | Alceste  | Alceste | Alceste | Alceste | Alceste |                      |                      |                      |                      |                      |                      |  |  |  |  |  |  |
|  |  |        |        |        |        |        |        |       |       |       |       |        |        |        |        |        |        |        |        |        |        |   |   |  |  |        |        |          |          |          |          |          |          |         |         |         |         |                      |                      |                      |                      |                      |                      |  |  |  |  |  |  |
|  |  |        |        |        |        |        |        |       |       |       |       |        |        |        |        | Eumelo | Eumelo | Eumelo | Eumelo | Eumelo | Eumelo |   |   |  |  |        |        | Perimele | Perimele | Perimele | Perimele | Perimele | Perimele |         |         |         |         |                      |                      |                      |                      |                      |                      |  |  |  |  |  |  |